# Planirano održavanje
Plansko održavanje je način održavanja sustava, strojeva i uređaja prilikom kojeg se svi radovi unaprijed planiraju. Plansko održavanje (engl. Planned maintenance ili PM) se provodi kao Preventivno održavanje i/ili održavanje po stanju (prediktivno održavanje). Plansko održavanje je održavanje pri kome se aktivnosti održavanja realiziraju PRIJE pojave kvara.
Plansko održavanje se unaprijed planira za svaki pojedini sustav, dio ili uređaj, a planiranje se može vršiti protekom vremena, brojem odrađenih radnih sati ili nečim drugim. Dobar primjer planskog održavanja je održavanje automobila, gdje se velika većina dijelova planski održava po prijeđenim kilometrima. Sukladno predviđenim intervalima nakon određenog broja prijeđenih kilometara mijenja se ulje, zupčasti remen, sisaljka vode,... Npr. kada je u pitanju prečistač ulja motora ne postoje prihvatljive metode praćenja stanja istog te se isti mijenja planski na određen broj prijeđenih kilometara (preventivno održavanje), ali kada su u pitanju gume na kotačima njihovo stanje se vrlo jednostavno ispituje mjerenjem dubine šara i mjerenjem tvrdoće gume te se gume ne mijenjaju na temelju broja prijeđenih kilometara već na temelju stanja istrošenosti (prediktivno održavanje tj. održavanje po stanju). Još jedan primjer održavanja automobila po stanju jeste "generalka" motora koja se obavlja na temelju mjerenja tlaka kompresije motora. Potrebno je redovno mjeriti tlak kompresije i kada isti padne ispod zadane razine vrši se "generalka" motora. Prema zastarjelim pravilima prevenivnog održavanja koja više nisu u uporabi "generalka" se radi nakon određenog broja prijeđenih kilometara.
Prilikom proizvodnje sustava ili uređaja za svaki pojedini dio se proračunski i iskustveno zna koliko bi trebao trajati. Zamjena dijela ili uređaja vrši se prije nego što on počne pokazivati znakove mogućeg kvara, u točno programiranim intervalima ili na temelju dijagnostičkog praćenja stanja datog dijela. Sam zahvat i dijelovi se mogu precizno programirati i predviditi, te se time olakšava održavanje uređaja i smanjuju neželjene posljedice kvara i zastoja ili mogućih kolateralnih šteta. Cilj planskog održavanja je da se korektivno održavanje svede na prihvatljivu razinu.
Plan održavanja daje odgovor na pitanje što i kako činiti, a program (raspored) održavanja daje odgovor na pitanje kada činiti aktivnosti održavanja.

## Razvoj
Kada se točno započelo s primjenom planskog održavanja se točno ne može odrediti. Poznato je da se početkom 20. stoljeća plansko održavanje javlja u obliku pisanih kartica koje se premještaju na ploči shodno obavljenom procesu održavanja. Razvojem računala dolazi do razvoja računalnih programa koji omogućavaju cijeli proces vrši automatski. Tako se javlja jedan novi vid održavanja, održavanje uz pomoć računalnih sustava (skraćeno CMMS od eng. Computerized Maintenance Management System).

## Prednosti i nedostaci
Plansko održavanje u usporedbi s korektivnim održavanjem ima određene prednosti i nedostatke. Prednosti su:
- veća raspoloživost opreme,
- veća sigurnost na radu i veća sigurnost opreme,
- dulji radni vijek opreme i veća kvaliteta proizvoda.
Nedostaci su:  
- dodatni troškovi planiranja i programiranja,
- održavanje je skuplje tijekom vremena zbog češćeg izvođenja održavanja i češće izmjene dijelova koji su još mogli raditi.

## Vanjske poveznice
- International Facility Management Association
- Hrvatsko društvo održavatelja  Arhivirana inačica izvorne stranice od 7. svibnja 2010. (Wayback Machine)